# (68315) 2001 FT144
2001 أف تي 144 (ويعرف أيضًا باسم (68315) 2001 أف تي 144 وفق تسمية الكوكب الصغير) (بالإنجليزية: 2001 FT144)‏ هو كويكب ضمن حزام الكويكبات؛ وترتيبه 68315 من حيث الاكتشاف.
اكتُشف هذا الجُرم الفلكي بواسطة تعقب الأجرام القريبة من الأرض في 23 مارس 2001.

## وصلات خارجية
- (68315) 2001 FT144 في قاعدة بيانات مختبر الدفع النفاث لأجرام النظام الشمسي الصغيرة

- الاكتشاف · مخطط المدار ·  العناصر المدارية · المعلمات المادية

- (68315) 2001 FT144 على موقع ويكي سكاي: DSS2, SDSS, GALEX, IRAS, Hydrogen α, X-Ray, Astrophoto, Sky Map, Articles and images